# Nomada rubicunda
Nomada rubicunda là một loài Hymenoptera trong họ Apidae. Loài này được Olivier mô tả khoa học năm 1811.